# Zámutov
Zámutov es un municipio del distrito de Vranov nad Topľou en la región de Prešov, Eslovaquia, con una población estimada a final del año 2024 de 3405 habitantes.
Se encuentra ubicado en el centro-sur de la región, cerca del río Topľa (cuenca hidrográfica del río Tisza) y de la frontera con la región de Košice.

## Demografía
| Año        | 1994 | 2004     | 2014     | 2024    |
| ---------- | ---- | -------- | -------- | ------- |
| Población  | 2451 | 2784     | 3116     | 3405    |
| Diferencia |      | +13,58 % | +11,92 % | +9,27 % |

| Año        | 2023 | 2024    |
| ---------- | ---- | ------- |
| Población  | 3381 | 3405    |
| Diferencia |      | +0,70 % |